# Елизавета Алексеевна
Елизавета Алексеевна (на руски: Елизавета Алексеевна) е баденска принцеса и руска императрица, съпруга на император Александър I.

## Принцеса Фон Баден
Елизавета Алексеевна е родена на 24 януари 1779 година като Луиза Мария Августа фон Баден. Тя е дъщеря на германския принц Карл Лудвиг фон Баден и Амалия фон Хесен-Дармщат. Луиза израства в топла семейна среда и силно се привързва към майка си, с която запазва близки отношения до смъртта си (майка ѝ я надживява).
Когато е на 12 години, животът на Луиза се променя. По онова време руската императрица Екатерина Велика търси съпруга на внука си Александър I и вниманието ѝ се спира върху двете по-големи и неомъжени дъщери на принц Карл фон Баден. След като получава положителни отзиви за тях, Екатерина кани Луиза и по-малката ѝ сестра Фредерика в Русия. През 1792 година двете принцеси пристигат в Петербург.
Екатерина Велика е впечатлена от Луиза, намирайки я за красива, очарователна и мила. Луиза е очарована от Александър, който е висок и красив младеж. Първоначално Александър се стеснява пред бъдещата си съпруга, което е изтълкувано от Луиза като израз на пренебрежение. Скоро обаче двамата много се привързват един към друг и между тях се заражда истинска обич. Годежът на Александър и Луиза е обявен официално през 1793 година.
Принцесата научава руски език, приема православието и променя името си от Луиза Мари Августа на Елизавета Алексеевна, след което получава и титлата велика княгиня. Елизавета и Александър са венчани на 28 септември 1793 година. По онова време Елизавета е само 14-годишна, а Александър – на 15 години.

## Велика руска княгиня
Омъжена твърде млада, Елизавета не е подготвена за новото си положение. Тя е връхлетяна от разкоша на руския двор и отвратена от интригите, сплитани със студена пресметливост в него. Младата княгиня е ужасена от разврата, който процъфтява навсякъде около нея в двора, в който похотта е приемана за забавление. Дори един от младите любовници на императрицата, княз Платон Зубов, се опитва да съблазни Елизавета Алексеевна.
Великата княгиня започва да се чувства самотна и обзета от носталгия, особено след като сестра ѝ се завръща в Баден. Елизавета е изоставена в един чужд свят, в който никога не би могла да бъде себе си, дори когато е заобиколена от множество прислуга и компаньонки. Единствен източник на утеха тя намира в отношенията си с Александър.
Първата година от брака им е относително щастлива, но великата княгиня разочарова императрицата, която не доживява да види раждането на тъй желания мъжки наследник на Елизавета и Александър. Смъртта на Екатерина Велика през ноември 1796 година качва на руския престол свекъра на Елизавета Павел I. По негово време Елизавета страни от дворцовия живот, тъй като не харесва свекъра си и осъжда несправедливото му управление и невъздържания му характер.
Скоро започват да се проявяват и първите пукнатини в брака на Елизавета. Тя не намира удовлетворение на романтичната си природа в съпруга си, който я пренебрегва. Елизавета търси утешение другаде. Първоначално тя намира отдушник на самотата си в близко приятелство с графиня Головина. По-късно Елизавета започва интимна връзка с най-добрия приятел на съпруга си – енергичния и умен полски принц Адам Чарториски. Тяхната връзка продължава 3 години.
След 5 години бездетен брак, на 29 май 1799 година Елизавета ражда момиче – великата княгиня Мария Александровна. В двора някои забелязват прилика между детето и полския принц. Император Павел I не пропуска възможност да изкаже изумлението си от факта, че двама руси и синеоки родители имат чернокосо дете. Елизавета Алексеевна скоро губи както Адам Чарторийски, който е пратен на дипломатическа мисия в чужбина, така и дъщеря си, която почива на 28 юли 1800 година.

## Личността на Елизавета
Елизавета Алексеевна е с перфектно, овално лице с правилни и деликатни черти, големи сини очи и къдрави руси коси, които обикновено носи свободно разпуснати на раменете си. Гласът ѝ е мек и мелодичен. Тя е свенлива, очарователна, мила, благородна и щедра. Не ѝ липсва характер, но е тиха и затворена. С малко приятели, тя обича простотата и уединението.
Елизавета Алексеевна обича съпруга си и му оказва подкрепа в много лични и политически кризи. Александър обаче често я пренебрегва. Бракът им би бил хармоничен, ако не е емоционалното разстояние помежду им. И двамата имат извънбрачни връзки, поддържани с взаимно и мълчаливо съгласие.
Със скромното си поведение Елизавета не е популярна в руския двор, нито се ползва с обичта на семейството на съпруга си. Тя не успява да намери щастие в брака си и удовлетворение от положението си в Русия.

## Руска императрица
Ексцентричността на Павел I довежда до заговор за детронирането му и издигане на Александър на руския трон. Елизавета Алексеевна е добре запозната с плана и в нощта на детронацията на Павел тя е до съпруга си, оказвайки му пълна подкрепа.
На 15 септември 1801 година, след убийството на император Павел I и възкачването на Александър I на руския престол, Елизавета е коронована за императрица на Русия.
След като Александър се възкачва на трона, Елизавета му помага да преодолее травмата от убийството на Павел и му обещава да служи предано на Русия. Като императрица Елизавета заема важно място в дворцовия живот и церемониала. Въпреки това най-високият женски ранг в империята е запазен за майката на Александър I Мария Фьодоровна.
Александър се отнася към Елизавета равнодушно. В официалните церемонии и пред обществеността той се държи мило с нея и прави усилие да се храни в компанията ѝ. Елизавета е твърде деликатна и кротка, за да контролира човек, неспокоен и раздразнителен, като съпруга ѝ. През 1803 година Александър започва дългогодишна любовна връзка с полската принцеса Мария Наришкина, която продължава повече от 15 години. Мария Наришкина постоянно афишира връзката си в двора чрез неудачния си маниер на обличане.
Елизавета Алексеевна намира утешение във връзката си с Адам Чарториски, който с позволението на Александър се завръща в Русия след детронацията на Павел. Връзката им приключва, след като Елизавета започва любовна афера с красивия щабскапитан Алексей Охотников.
Връзката между Алексей и Елизавета приключва трагично. Щабскапитанът умира през 1807 година след извършено покушение върху него. Много съвременници споделят, че убийството му е поръчано от Александър I или от великия княз Константин. Цялата кореспонденция между царицата и Алексей е унищожена от император Николай I след смъртта ѝ.
На 16 ноември 1806 година Елизавета ражда втората си дъщеря. Понася се мълвата, че новороденото не е дете на императора, а на Алексей Охотников. След трагичната смърт на Алексей Елизавета се чувства по-самотна от всякога и посвещава изцяло вниманието си на дъщеря си Елизавета. 15 месеца по-късно момиченцето умира, вероятно от инфекция, причинена от никнене на зъб.
Смъртта на второто им дете временно сближава Елизавета и Александър. И двамата губят надежда, че ще имат деца, въпреки че Елизавета няма още 30 години.
По време на Наполеоновите войни Елизавета е силна опора за политиката на съпруга си, докато самата тя изживява лична криза. След победата над Наполеон царицата се присъединява към съпруга си и другите короновани глави на Виенския конгрес (1814). Там тя отново се събира със стария си обожател – Адам Чарториски. Той все още е влюбен в нея и ѝ прощава изневярата с Алексей Охотников. Този път връзката им бързо се изчерпва.
Достигнала 40 г., красотата на Елизавета започва да увяхва и тя изоставя всичките си романтични връзки. Съпругът ѝ също изживява личностна промяна, което сближава императора и императрицата повече от всякога. През 1819 г. Александър I, който се увлича по религиозния мистицизъм, прекратява връзката си с Мария Наришкина. Оттогава съпрузите започват да прекарват повече време заедно. Александър среща истинско съчувствие и подкрепа от страна на императрицата, когато умира любимата му незаконна дъщеря София.
Към 1825 година здравето на Елизавета Алексеевна сериозно се разклаща. Лекарите ѝ препоръчват да почива при умерен климат, като я съветват да замине за Таганрог на брега на Азовско море. Поради липса на удобен дворец на 5 октомври императорската двойка е настанена в обширна къща в Таганрог. На 17 ноември 1825 година императорът се завръща в Таганрог от посещение в Крим с треска, която се оказва тиф. Александър умира на 1 декември 1825 година в обятията на Елизавета Алексеевна, която е поразена от скоротечната му кончина.
Здравето на овдовялата царица се оказва твърде крехко, за да измине в зимни условия пътя до Петербург за погребението на съпруга си. През май 1826 година Елизавета Алексеевна най-после поема към столицата, но се почувствала зле и кортежът ѝ се отбива в град Бельов, Тулска губерния, само няколко часа, преди да се види със свекърва си, която поема на юг, за да посрещне Елизавета. В ранните часове на 16 май 1826 година прислужницата отива да провери императрицата, но я намира мъртва в леглото ѝ. Причината за смъртта ѝ е сърдечен удар.
Елизавета Алексеевна е погребана в Петропавловския събор в Санкт Петербург.

## Деца
Елизавета Алексеевна и Александър I имат 2 деца, които почиват в ранна възраст:
- Мария Александровна (1799 – 1800)
- Елизавета Александровна (1806 – 1808)